# 2025년 2월
| 2025년: 1월 · 2월 · 3월 · 4월 · 5월 · 6월 · 7월 · 8월 · 9월 · 10월 · 11월 · 12월 |

| \| 2025년 2월 1일 (토요일) \| \| 편집 \| |  |      |
|                                          |  |      |
| 2025년 2월 1일 (토요일)                  |  | 편집 |

| 2025년 2월 1일 (토요일) |  | 편집 |

| \| 2025년 2월 2일 (일요일) \| \| 편집 \|                                               |  |      |
| 문화와 예술 - 미국 로스앤젤레스 크립토닷컴 아레나에서 제67회 그래미상 시상식이 열렸다. |  |      |
| 2025년 2월 2일 (일요일)                                                                |  | 편집 |

| 2025년 2월 2일 (일요일) |  | 편집 |

| \| 2025년 2월 3일 (월요일) \| \| 편집 \| |  |      |
| 법과 범죄 - 2024년 대한민국 비상계엄 - 대한민국 헌법재판소(헌재)가 최상목 대통령 권한대행이 조한창·정계선 재판관만 임명하고, 마은혁 후보자를 임명하지 않은 사건에 대한 선고를 연기하고, 오는 2월 10일 14시에 변론을 열겠다고 밝혔다. 최상목 대행은 지난 12월 31일 여·야 합의를 이유로 3명의 후보자 중 조한창·정계선 후보자의 임명을 재가하고, 마은혁 후보자의 임명은 보류하였다. 이와 관련하여 2025년 1월 3일 우원식 국회의장이 헌재에 권한쟁의심판을 청구하였다. - 헌법재판소 재판관의 정원은 모두 9인이다. 조한창·정계선 재판관 임명으로 세 자리의 공석 중 두 자리가 채워져, 8명의 재판관이 윤석열 대통령 탄핵소추 사건 등을 심리하고 있다. 오는 2025년 4월 18일에는 문형배·이미선 재판관의 임기가 종료될 예정이다. |  |      |
| 2025년 2월 3일 (월요일) |  | 편집 |

| 2025년 2월 3일 (월요일) |  | 편집 |

| \| 2025년 2월 4일 (화요일) \| \| 편집 \| |  |      |
| 법과 범죄 - 2024년 대한민국 비상계엄 - 윤석열 대통령 탄핵소추 - 헌법재판소에서 1월 23일 4차에 이은 윤석열 대통령 탄핵소추 5차 변론기일이 열렸다. 피소추인 윤석열이 출석하였다. 그리고 이진우 당시 수도방위사령부 사령관, 여인형 당시 국군방첩사령부 사령관, 홍장원 당시 국가정보원 제1차장 등이 증인으로 출석하였다. |  |      |
| 2025년 2월 4일 (화요일) |  | 편집 |

| 2025년 2월 4일 (화요일) |  | 편집 |

| \| 2025년 2월 5일 (수요일) \| \| 편집 \| |  |      |
| 법과 범죄 - 2024년 대한민국 비상계엄 - 윤석열 대통령 탄핵소추 - 헌법재판소가 피소추인 윤석열 측이 신청한 김봉식 서울특별시경찰청 청장을 증인으로 채택하고, 불출석하였던 증인 조지호 경찰청장과 함께 오는 2월 13일 신문할 예정이라고 밝혔다. 문화 - 대한민국의 대기업인 현대미디어그룹 설립 35주년을 맞이하였다. |  |      |
| 2025년 2월 5일 (수요일) |  | 편집 |

| 2025년 2월 5일 (수요일) |  | 편집 |

| \| 2025년 2월 6일 (목요일) \| \| 편집 \| |  |      |
| 법과 범죄 - 2024년 대한민국 비상계엄 - 윤석열 대통령 탄핵소추 - 헌법재판소(헌재)가 재판부 직권으로 육군 수도방위사령부 제1경비단 단장 조성현 대령을 증인으로 채택, 오는 2월 13일 신문할 예정이라고 밝혔다. - 헌재에서 2월 4일 5차에 이은 윤석열 대통령 탄핵소추 6차 변론기일이 열렸다. 피소추인 윤석열이 출석하였다. 증인으로 당시 제707특수임무단 단장 김현태 대령, 당시 육군특수전사령부 사령관 곽종근 중장, 그리고 대통령비서실 박춘섭 경제수석 등이 출석하여 증인신문이 이루어졌다. - 국회 '윤석열 정부의 비상계엄 선포를 통한 내란혐의 진상규명 국정조사 특별위원회'(내란혐의 국조특위) 제3차 청문회가 진행되었다. 최상목 대통령 권한대행 등이 증인으로 출석하였다. |  |      |
| 2025년 2월 6일 (목요일) |  | 편집 |

| 2025년 2월 6일 (목요일) |  | 편집 |

| \| 2025년 2월 7일 (금요일) \| \| 편집 \|                                                                                                |  |      |
| 문화와 예술 - 대한민국의 가수 송대관이 사망하였다. - 대한민국의 걸그룹 NewJeans가 인스타그램을 통해 활동명을 일시적으로 NJZ로 변경했다. |  |      |
| 2025년 2월 7일 (금요일) |  | 편집 |

| 2025년 2월 7일 (금요일) |  | 편집 |

| \| 2025년 2월 8일 (토요일) \| \| 편집 \| |  |      |
|                                          |  |      |
| 2025년 2월 8일 (토요일)                  |  | 편집 |

| 2025년 2월 8일 (토요일) |  | 편집 |

| \| 2025년 2월 9일 (일요일) \| \| 편집 \| |  |      |
|                                          |  |      |
| 2025년 2월 9일 (일요일)                  |  | 편집 |

| 2025년 2월 9일 (일요일) |  | 편집 |

| \| 2025년 2월 10일 (월요일) \| \| 편집 \|                                                |  |      |
| 법과 범죄 - 대전선유초등학교에서 우울증을 앓던 교사가 초등학생을 살해한 사건이 발생했다. |  |      |
| 2025년 2월 10일 (월요일)                                                                 |  | 편집 |

| 2025년 2월 10일 (월요일) |  | 편집 |

| \| 2025년 2월 11일 (화요일) \| \| 편집 \| |  |      |
|                                           |  |      |
| 2025년 2월 11일 (화요일)                  |  | 편집 |

| 2025년 2월 11일 (화요일) |  | 편집 |

| \| 2025년 2월 12일 (수요일) \| \| 편집 \| |  |      |
|                                           |  |      |
| 2025년 2월 12일 (수요일)                  |  | 편집 |

| 2025년 2월 12일 (수요일) |  | 편집 |

| \| 2025년 2월 13일 (목요일) \| \| 편집 \| |  |      |
|                                           |  |      |
| 2025년 2월 13일 (목요일)                  |  | 편집 |

| 2025년 2월 13일 (목요일) |  | 편집 |

| \| 2025년 2월 14일 (금요일) \| \| 편집 \| |  |      |
|                                           |  |      |
| 2025년 2월 14일 (금요일)                  |  | 편집 |

| 2025년 2월 14일 (금요일) |  | 편집 |

| \| 2025년 2월 15일 (토요일) \| \| 편집 \| |  |      |
|                                           |  |      |
| 2025년 2월 15일 (토요일)                  |  | 편집 |

| 2025년 2월 15일 (토요일) |  | 편집 |

| \| 2025년 2월 16일 (일요일) \| \| 편집 \| |  |      |
|                                           |  |      |
| 2025년 2월 16일 (일요일)                  |  | 편집 |

| 2025년 2월 16일 (일요일) |  | 편집 |

| \| 2025년 2월 17일 (월요일) \| \| 편집 \| |  |      |
|                                           |  |      |
| 2025년 2월 17일 (월요일)                  |  | 편집 |

| 2025년 2월 17일 (월요일) |  | 편집 |

| \| 2025년 2월 18일 (화요일) \| \| 편집 \| |  |      |
|                                           |  |      |
| 2025년 2월 18일 (화요일)                  |  | 편집 |

| 2025년 2월 18일 (화요일) |  | 편집 |

| \| 2025년 2월 19일 (수요일) \| \| 편집 \| |  |      |
|                                           |  |      |
| 2025년 2월 19일 (수요일)                  |  | 편집 |

| 2025년 2월 19일 (수요일) |  | 편집 |

| \| 2025년 2월 20일 (목요일) \| \| 편집 \| |  |      |
|                                           |  |      |
| 2025년 2월 20일 (목요일)                  |  | 편집 |

| 2025년 2월 20일 (목요일) |  | 편집 |

| \| 2025년 2월 21일 (금요일) \| \| 편집 \| |  |      |
|                                           |  |      |
| 2025년 2월 21일 (금요일)                  |  | 편집 |

| 2025년 2월 21일 (금요일) |  | 편집 |

| \| 2025년 2월 22일 (토요일) \| \| 편집 \| |  |      |
|                                           |  |      |
| 2025년 2월 22일 (토요일)                  |  | 편집 |

| 2025년 2월 22일 (토요일) |  | 편집 |

| \| 2025년 2월 23일 (일요일) \| \| 편집 \| |  |      |
| - 2월 23일, 독일에서 2025년 연방의회 선거가 실시되어 역사상 최초로 알리스 바이델(사진)이 이끄는 극우 정당 AfD가 의회에서 제2정당으로 올라섰다. |  |      |
| 2025년 2월 23일 (일요일) |  | 편집 |

| 2025년 2월 23일 (일요일) |  | 편집 |

| \| 2025년 2월 24일 (월요일) \| \| 편집 \| |  |      |
|                                           |  |      |
| 2025년 2월 24일 (월요일)                  |  | 편집 |

| 2025년 2월 24일 (월요일) |  | 편집 |

| \| 2025년 2월 25일 (화요일) \| \| 편집 \| |  |      |
|                                           |  |      |
| 2025년 2월 25일 (화요일)                  |  | 편집 |

| 2025년 2월 25일 (화요일) |  | 편집 |

| \| 2025년 2월 26일 (수요일) \| \| 편집 \| |  |      |
|                                           |  |      |
| 2025년 2월 26일 (수요일)                  |  | 편집 |

| 2025년 2월 26일 (수요일) |  | 편집 |

| \| 2025년 2월 27일 (목요일) \| \| 편집 \| |  |      |
|                                           |  |      |
| 2025년 2월 27일 (목요일)                  |  | 편집 |

| 2025년 2월 27일 (목요일) |  | 편집 |

| \| 2025년 2월 28일 (금요일) \| \| 편집 \| |  |      |
|                                           |  |      |
| 2025년 2월 28일 (금요일)                  |  | 편집 |

| 2025년 2월 28일 (금요일) |  | 편집 |

| <          | 2025년 2월 | 2025년 2월 | 2025년 2월 | 2025년 2월 | 2025년 2월  | >          |
| 일         | 월         | 화         | 수         | 목         | 금          | 토         |
|            |            |            |            |            |             | 1 1.4 신축 |
| 2 5 임인   | 3 6 계묘   | 4 7 갑진   | 5 8 을사   | 6 9 병오   | 7 10 정미   | 8 11 무신  |
| 9 12 기유  | 10 13 경술 | 11 14 신해 | 12 15 임자 | 13 16 계축 | 14 17 갑인  | 15 18 을묘 |
| 16 19 병진 | 17 20 정사 | 18 21 무오 | 19 22 기미 | 20 23 경신 | 21 24 신유  | 22 25 임술 |
| 23 26 계해 | 24 27 갑자 | 25 28 을축 | 26 29 병인 | 27 30 정묘 | 28 2.1 무진 |            |

| - 2025년 - 1월 - 2월 편집하기 |